# Michael Moriarty
Michael Moriarty, född 5 april 1941 i Detroit i Michigan, är en amerikansk-kanadensisk skådespelare.
Moriarty föddes i Detroit, Michigan och studerade teater vid Dartmouth College. Han fick sitt genombrott som filmskådespelare 1973 med filmen Bang the Drum Slowly. Under 1980-talet medverkade han i flera filmer av Larry Cohen, bland annat Q - the Winged Serpent (1982),  Mördande dessert (1985) och Salem's Lot - återkomsten (1987). Mellan 1990 och 1994 medverkade han i TV-serien I lagens namn. Han lämnade serien efter att han ansåg att seriens producenter lät USA:s justitieminister Janet Reno censurera serien. Därefter flyttade Moriarty till Kanada i vad han kallade politisk exil. Han bor nu i British Columbia, Kanada och ägnar sig åt skådespeleri, musik (han är jazzpianist och har gett ut tre jazz-album) och politik. Redan 2005 sade han att han skulle ställa upp som partipolitiskt obunden kandidat i presidentvalet i USA 2008 . Han är enligt sig själv politiskt center, med konservativa åsikter, bland annat är han abortmotståndare.
Moriarty har haft problem med alkohol men är numera nykter.

## Filmografi (urval)
- 2005 – Neverwas
- 2001 – I spindelns nät
- 1996 – I sanningens namn
- 1987 – Salem's Lot - återkomsten
- 1987 – Det lever... ännu
- 1987 – The Hanoi Hilton
- 1986 – Troll
- 1985 – Mördande dessert
- 1985 – Pale Rider
- 1982 – Q - the Winged Serpent
- 1973 – Det hårda straffet
- 1973 – Bang the Drum Slowly